# Lonchophylla chocoana
Lonchophylla chocoana is een vleermuis uit het geslacht Lonchophylla binnen de tribus Lonchophyllini. De soort komt voor in de zuidelijke Chocó, waar hij naar genoemd is, van Zuidwest-Colombia (La Gueraperia, departement Nariño) tot Noordwest-Ecuador (Alto Tambo, provincie Esmeraldas). Er is één exemplaar bekend uit beide locaties.
De beide bekende exemplaren van deze soort zijn gevangen in door menselijke activiteit verstoord, opnieuw gegroeid bos. Daar werden ze gevangen samen met Anoura-soorten en andere Lonchophylla-soorten. L. chocoana is echter veel zeldzamer dan de andere Glossophaginae.
L. chocoana is een grote Lonchophylla-soort, met een voorarm van 45 tot 48 mm. Hij weegt 19 tot 23 gram. De rug is chocolade- tot kastanjekleurig, de buik bruin. De schouderharen zijn 7 à 8 mm lang. De duim is 7,5 tot 8,3 mm lang.